# Блейк Кэррингтон
Блейк Александер Кэррингтон — персонаж американской мыльной оперы «Династия». Роль исполнял Джон Форсайт с первого эпизода сериала в 1981 году до финала в 1989 году. Форсайт вернулся в 1991 в мини-сериале «Династия: Примирение». Джон Форсайт — единственный актёр, который появляется в каждой серии. Он появился вновь в мини-сериале 1991 года, «Династия: Примирение», представляющий собой окончание девятилетней саги «Династия».

## Описание
Глава семейства Кэррингтон, генеральный директор нефтяной компании «Денвер-Кэррингтон» и главный герой сериала. Нефтяной магнат Блейк Кэррингтон изначально безжалостный человек как в деловых, так и в семейных делах. Характер вскоре смягчается в более доброжелательную патриархальную фигуру.

## Перезагрузка
В 2017 году канал The CW осуществил перезагрузку сериала. Грант Шоу был выбран на роль Блейка в марте 2017 года. Премьера нового сериала состоялась 11 октября 2017 года на канале The CW.
Исполнительный продюсер Джош Шварц отметил, что, по словам создателя сериала Эстер Шапиро, «Блейк Кэррингтон был человеком, который мог управлять этой удивительной компанией, но единственное место, где он действительно борется — это его собственная семья». Исполнительный продюсер Салли Патрик отметила: «Мне нравится радушие Гранта Шоу, когда он лжет прямо в лицо своему сыну о том, что вернул телефон. Это только один из навыков, которые делают Блейка Кэррингтона таким многомиллиардным магнатом, каким он является». Шоу сказал: «Блейк Кэррингтон — не просто обычный персонаж мыльной оперы. Он очень сложный. Он главный герой, но очень ущербный герой. Это меня заинтриговало».